# Jagged Little Pill
Jagged Little Pill är Alanis Morissettes tredje studioalbum, släppt den 13 juni 1995, och det första som släpptes utanför Kanada. Skivan har sålts i över 33 miljoner exemplar världen över.

## Låtlista
All sångtext är skriven av Alanis Morissette, alla låtar är komponerade av Alanis Morissette och Glen Ballard.
| Nr           | Titel                                                                         | Längd |
| ------------ | ----------------------------------------------------------------------------- | ----- |
| 1.           | All I Really Want                                                             | 4:45  |
| 2.           | You Oughta Know                                                               | 4:09  |
| 3.           | Perfect                                                                       | 3:08  |
| 4.           | Hand in My Pocket                                                             | 3:42  |
| 5.           | Right Through You                                                             | 2:56  |
| 6.           | Forgiven                                                                      | 5:00  |
| 7.           | You Learn                                                                     | 4:00  |
| 8.           | Head over Feet                                                                | 4:27  |
| 9.           | Mary Jane                                                                     | 4:41  |
| 10.          | Ironic                                                                        | 3:50  |
| 11.          | Not the Doctor                                                                | 3:48  |
| 12.          | Wake Up                                                                       | 4:54  |
| 13.          | You Oughta Know (Jimmy the Saint Blend) / Your House (a cappella) (dolt spår) | 8:13  |
| Total längd: | Total längd:                                                                  | 57:23 |